# 서울대학교 미술관
서울대학교 미술관(서울大學校 美術館, Seoul National University Museum of Arts)은 서울대학교의 본부직할 부속시설로 국내 최초의 대학미술관이다. 모태는 서울대학교 박물관 현대미술부이며, 1995년 미술대학 동양화과 이종상 교수가 제출한 미술관 건립 건의안이 채택되면서 건립이 추진되어 2006년 6월 8일에 개관하였다. 대학미술관으로서 미술품 전시뿐 아니라 미술·문화교육의 장이라는 이념에도 중점을 두고, 학내구성원 및 지역주민 등을 대상으로 하는 교육프로그램을 진행하고 있다. 프리츠커 건축상을 수상하기도 한 네덜란드 출신의 건축가 렘 콜하스가 설계한 독특한 건물 형태로 화제가 된 바 있다. 보관됨 2015-04-03 - 웨이백 머신 서울대학교 관악캠퍼스 내에 위치하고 있다.

## 연혁
1995년, 당시 서울대학교 박물관 현대미술부장인 이종상 교수가 미술관 건립 건의안을 제출하였고, 삼성문화재단이 미술관 건립기증협찬 기부약정서를 서울대학교에 전달한다. 이에 서울대학교는 관악캠퍼스의 정문 옆 미술관 부지를 확정한다. 2003년 서울대학교는 관련 규정(서울대학교규정 제1372호)을 공포하고 초대 미술관장으로 이종상 교수(박물관장 겸직)를 임명한다. 미술관 신축건물은 2003년 8월 30일에 착공하여 2005년에 완공되었다. 2006년 서울대학교 미술대학 동양화과 정형민 교수가 3대 미술관장으로 취임하였고, 6월 8일 개관전시인 《현대미술로의 초대》의 개막과 함께 문을 열었다.

## 전시
| 일시                 | 전시명                                                                     |
| -------------------- | -------------------------------------------------------------------------- |
| 2006.6.8~2006.8.19   | 현대미술로의 초대                                                          |
| 2006.9.4~2006.9.19   | 서울대학교미술관 영상시리즈(MoA Cine forum 1)                              |
| 2006.9.20~11.18      | 대학과 미술·미술교육 60년                                                  |
| 2006.11.2~2006.11.25 | 서울대학교미술관 영상시리즈(MoA Cine forum 2)                              |
| 2006.12.2~2007.2.10  | 앤디워홀 그래픽전                                                          |
| 2007.2.13~2007.7.20  | 서울대학교미술관 영상시리즈(MoA Cine forum 3)                              |
| 2007.3.12~2007.6.30  | 막스 베크만 프린트 - 예술가와 시대의 자화상                                |
| 2007.7.4~2007.7.20   | 백계 정탁영 기증작품전                                                     |
| 2007.8.10~2007.9.29  | MoA Picks: 매체의 기억 - ‘후기’ 증후군                                     |
| 2007.10.10~2007.12.4 | 절제와 풍요 - 덴마크의 예술과 디자인                                       |
| 2007.12.14~2008.1.31 | 오노레 도미에 - 파리의 풍자꾼                                              |
| 2007.12.14~2008.4.26 | 서울대학교 미술대학 공예전공 교수 작품전                                   |
| 2008.2.14~2008.4.25  | 인도현대미술: 일상에서 상상까지                                            |
| 2008.5.1~2008.5.20   | 빛 하동철(Light Ha Dong Chul)                                              |
| 2008.5.1~2008~7.12   | MOA 조각 상설전                                                            |
| 2008.5.29~2008.7.4   | 서울대학교미술관 영상시리즈(MoA Cine forum 4)                              |
| 2008.5.29~2008.8.9   | 시그마 폴케: 미지의 세계에서 온 음악                                       |
| 2009.7.17~2009.8.16  | 서울대학교미술관 영상시리즈(MoA Cine forum 5)                              |
| 2009.12.10~2010.2.21 | 장욱진전                                                                   |
| 2010.2.23~2010.4.11  | 서울대학교미술관 Designers in Residence 1기: MoA의 공간탐구                |
| 2010.2.25~2010.5.30  | 서울대학교미술관 영상시리즈(MoA Cine Forum 6)                              |
| 2010.7.14~2010.9.26  | 백색의 봄                                                                  |
| 2010.12.2~2011.1.9   | 끝없이 두 갈래로 갈라지는 길들이 있는 정원: Game+Interactive Media Art     |
| 2010.12.29~2011.1.13 | 축지도 A tactual map                                                       |
| 2011.3.2~2011.4.10   | 끝없이 두 갈래로 갈라지는 길들이 있는 정원: Game+Interactive Media Art 2부 |
| 2012.3.2~2011.4.10   | 서울대학교미술관 Designers in Residence 2기: MoA의 공간탐구                |
| 2012.4.17~2012.6.3   | 동상이몽                                                                   |
| 2012.7.19~2012.9.16  | Now Dance                                                                  |
| 2012.9.27~2012.11.25 | Design Futurology                                                          |

미술관 전시는 화~일 10:00~18:00에 관람할 수 있으며, 폐관 30분전까지만 입장이 가능하다. 월요일 및 국정공휴일과 서울대학교 개교기념일인 10월 15일은 휴관일이다.

## 미술관 프로그램
학내 구성원 및 지역주민 등을 대상으로 하는 미술관련 교육프로그램을 운영하고 있다. 구체적으로 관악구민을 위한 미술 강좌나 어린이를 위한 프로그램 등과 서울대미술관-관악구 학관협력사업의 일환으로 《미술경영 전문가 아카데미》 등을 진행하고 있다. 또한 매 전시마다 문화자원봉사를 모집하여 전시 안내를 체험하고 문화자원봉사인증을 받을 수 있도록 하는 도슨트 프로그램도 있다.

## 같이 보기
- 대한민국의 박물관과 미술관 목록

## 참고 문헌
- 《서울대학교 미술관(가칭) 개관준비 중간보고서 1》, 서울: 서울대학교 박물관 현대미술부, 2000.
- 《서울대학교 미술관(가칭) 건립 및 운영방안 조사연구보고서 2》, 서울: 서울대학교박물관, 2002..
- 《서울대학교미술관 개관준비 중간보고서 4》, 서울: 서울대학교박물관, 서울대학교미술관, 2004.
- 《현대미술로의 초대(Invitation to modern art)》, 서울: 서울대학교 미술관 편, 2006.
- 《오노레 도미에: 파리의 풍자꾼》, 서울: 서울대학교 미술관 편, 2007.
- 박정연, 〈서울대학교 미술관 구현과정에서 나타나는 렘 콜하스 건축의 특성에 관한 연구〉, 서울: 서울대학교 대학원, 2008.
- 소장품소개
- 지난전시
- 공사 끝난 서울대미술관…기존질서 등돌린 거장의 파격, 《한겨레》, 2005년 10월 5일 보관됨 2015-04-03 - 웨이백 머신
- 서울대학교미술관 30일 착공, 《연합뉴스》, 2003년 8월 21일
- ‘서울대 미술관’ 8일 개관, 《경향신문》, 2006년 6월 7일